# Championnats d'Europe de gymnastique artistique masculine 1985
Navigation
Édition précédente Édition suivante
Le 16e championnat d'Europe de gymnastique artistique masculine s'est déroulé à Oslo en Norvège en 1985.

## Résultats

### Concours général individuel
| Rang               | Gymnaste                 | Total  |
| ------------------ | ------------------------ | ------ |
| Médaille d'or      | Dmitri Bilozerchev (URS) | 58.450 |
| Médaille d'argent  | Valentin Mogilny (URS)   | 57.600 |
| Médaille de bronze | Vladimir Gogoladze (URS) | 57.400 |

### Finales par engins

#### Sol
| Rang               | Gymnaste                  | Total |
| ------------------ | ------------------------- | ----- |
| Médaille d'or      | Dmitriy Bilozerchev (URS) | 19.35 |
| Médaille d'argent  | Philippe Vatuone (FRA)    | 19.20 |
| Médaille de bronze | Laurent Barbieri (FRA)    | 19.10 |

#### Cheval d'arçon
| Rang              | Gymnaste                  | Total |
| ----------------- | ------------------------- | ----- |
| Médaille d'or     | Dmitriy Bilozerchev (URS) | 19.65 |
| Médaille d'argent | Gyorgy Guczoghy (HUN)     | 19.50 |
| Médaille d'argent | Silvio Kroll (GDR)        | 19.50 |

#### Anneaux
| Rang               | Gymnaste                  | Total |
| ------------------ | ------------------------- | ----- |
| Médaille d'or      | Dmitriy Bilozerchev (URS) | 19.45 |
| Médaille d'argent  | Valentin Mogilny (URS)    | 19.30 |
| Médaille de bronze | Valentin Pintea (ROU)     | 19.05 |

#### Saut
| Rang               | Gymnaste                  | Total  |
| ------------------ | ------------------------- | ------ |
| Médaille d'or      | Silvio Kroll (GDR)        | 19.400 |
| Médaille d'argent  | Dmitriy Bilozerchev (URS) | 19.100 |
| Médaille de bronze | Albert Haschar (FRG)      | 19.050 |
| Médaille de bronze | Zsolt Borkai (HUN)        | 19.050 |

#### Barres parallèles
| Rang               | Gymnaste                  | Total |
| ------------------ | ------------------------- | ----- |
| Médaille d'or      | Dmitriy Bilozerchev (URS) | 19.80 |
| Médaille d'argent  | Silvio Kroll (GDR)        | 19.50 |
| Médaille de bronze | Vladimir Gogoladze (URS)  | 19.40 |
| Médaille de bronze | Ulf Hoffmann (GDR)        | 19.40 |

#### Barre fixe
| Rang               | Gymnaste                  | Total |
| ------------------ | ------------------------- | ----- |
| Médaille d'or      | Dmitriy Bilozerchev (URS) | 19.60 |
| Médaille d'or      | Zsolt Borkai (HUN)        | 19.60 |
| Médaille de bronze | Marius Gherman (ROU)      | 19.45 |

## Tableau des médailles
| 1 | {{country data {{{1}}} | Pays/callback | name = | variant= | size= }} | ? | ? | ? | ? |
| 2 | {{country data {{{1}}} | Pays/callback | name = | variant= | size= }} | ? | ? | ? | ? |
| 3 | {{country data {{{1}}} | Pays/callback | name = | variant= | size= }} | ? | ? | ? | ? |
| 4 | {{country data {{{1}}} | Pays/callback | name = | variant= | size= }} | ? | ? | ? | ? |
| 5 | {{country data {{{1}}} | Pays/callback | name = | variant= | size= }} | ? | ? | ? | ? |
| 6 | {{country data {{{1}}} | Pays/callback | name = | variant= | size= }} | ? | ? | ? | ? |
| 7 | {{country data {{{1}}} | Pays/callback | name = | variant= | size= }} | ? | ? | ? | ? |
| 8 | {{country data {{{1}}} | Pays/callback | name = | variant= | size= }} | ? | ? | ? | ? |